# Helen Vanderburg
Helen Vanderburg (12 de enero de 1959) es una deportista canadiense que compitió en natación sincronizada. Ganó dos medallas de oro en el Campeonato Mundial de Natación de 1978, en las pruebas solo y dúo.

## Palmarés internacional
| Campeonato Mundial | Campeonato Mundial      | Campeonato Mundial | Campeonato Mundial |
| Año                | Lugar                   | Medalla            | Prueba             |
| ------------------ | ----------------------- | ------------------ | ------------------ |
| 1978               | Berlín Occidental (RFA) | Medalla de oro     | Solo               |
| 1978               | Berlín Occidental (RFA) | Medalla de oro     | Dúo                |